# 스미요시촌 (돗토리현)
스미요시촌(住吉村)은 돗토리현 사이하쿠군에 있던 촌이다. 현재의 요나고시의 일부에 해당한다.

## 역사
- 1889년 10월 1일 - 정촌제 시행에 의해 아이미군 스미요시촌이 성립하였다.
- 1896년 4월 1일 - 군의 통합에 의해 사이하쿠군에 소속되었다.
- 1935년 9월 25일 - 요나고시에 편입해 페지되었다.

## 참고문헌
- 大日本篤農家名鑑編纂所編『大日本篤農家名鑑 第1冊 明治43年5月』大日本篤農家名鑑編纂所、1910年。
- 武良禎編『鳥取県の養蚕』日本蚕糸会鳥取支会、1924年。
- 『市町村別日本国勢総攬 中卷』帝国公民教育教会、1934年。
- 『角川日本地名大辞典 31 鳥取県』。
- 『市町村名変遷辞典』東京堂出版、1990年。